# Svätý Peter
Svätý Peter este o comună slovacă, aflată în districtul Komárno din regiunea Nitra. Localitatea se află la altitudinea de 138 m deasupra n.m., se întinde pe o suprafață de 34,33 km2 și în 2017 număra 2.788 de locuitori. Se învecinează cu comuna Komárno.

## Istoric
Localitatea Svätý Peter este atestată documentar din 1332.

## Demografie
| An:                | 1994 | 2004   | 2014   | 2024   |
| ------------------ | ---- | ------ | ------ | ------ |
| Număr de persoane: | 2636 | 2611   | 2745   | 2700   |
| Diferență:         |      | −0,94% | +5,13% | −1,63% |

| An:                | 2023 | 2024   |
| ------------------ | ---- | ------ |
| Număr de persoane: | 2708 | 2700   |
| Diferență:         |      | −0,29% |